# Coula
Coula é um género botânicode três espécies de árvores nativas da África tropical pertencente à família Olacaceae, embora recentes evidências genéticas sugerem que esta família é parafilética, e que Coula e afins devem ser transferidos para uma nova família,a Strombosiaceae.